# 諏訪市立城北小学校
諏訪市立城北小学校（すわしりつ じょうほくしょうがっこう）は、長野県諏訪市大和にあった公立小学校。

## 概要
1966年（昭和41年）、諏訪市立高島小学校の通学区域のうち、大和、中村、湯の脇1・2区が分離し、城北小学校が開校した。
2018年（平成30年）3月30日、諏訪市は、市内に11校ある小中学校の再編を目指す「未来創造ゆめスクールプラン 基本構想」を発表。2019年（平成31年）3月31日には小中一貫教育学校（義務教育学校）の具体的な計画案である「未来創造ゆめスクールプラン 基本計画」を発表した。
2021年（令和3年）3月17日、最後の卒業式と閉校式が開かれた。卒業生は16人だった。3月31日付で城北小学校と高島小学校が閉校。4月1日、両校を統合した「諏訪市立上諏訪小学校」が旧高島小校舎に開校した。

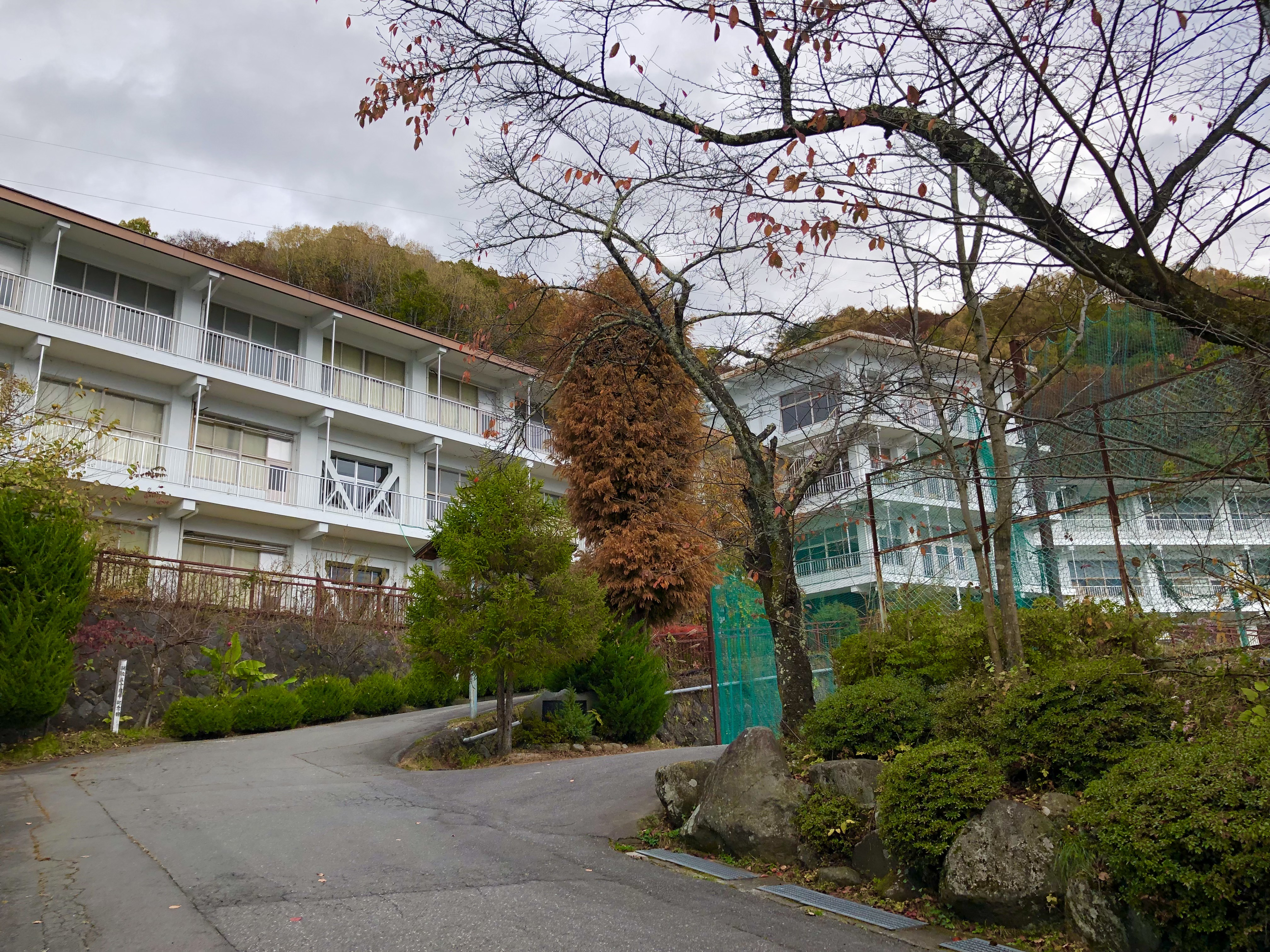
校舎
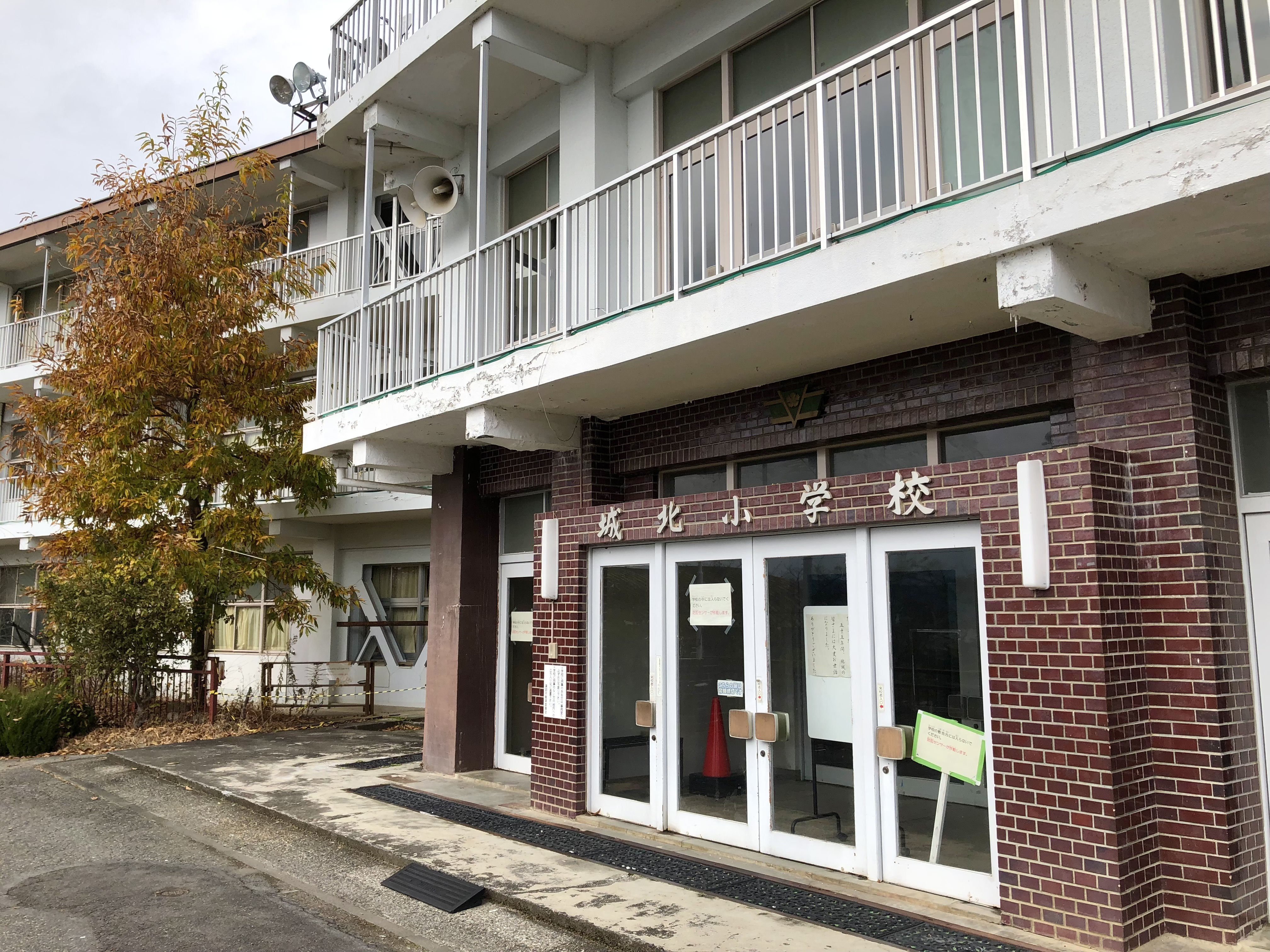
校舎の入り口
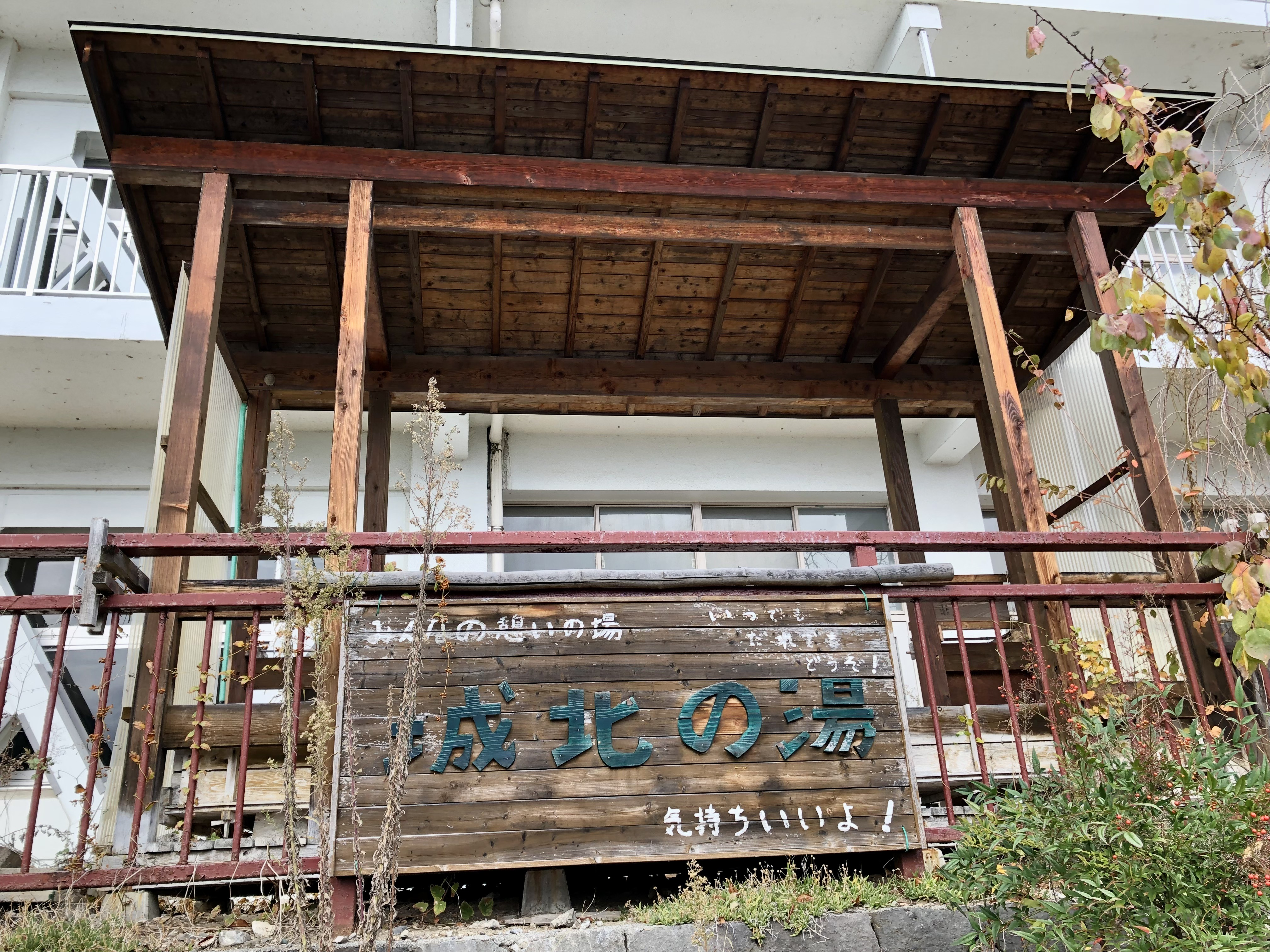
敷地内にあった温泉「城北の湯」

## 備考
- 廃校後の2022年3月から8月にかけて、是枝裕和監督の映画『怪物』のロケーション撮影が行われた[6][7]。是枝は「諏訪圏フィルムコミッション」のスタッフに案内されて当校を訪れ、昇降口の吹き抜けや、街と湖が見渡せる教室からの景色を気に入り、撮影地を諏訪に決定したという[8]。「城北小学校」の校名は映画の中でそのまま使われた[8]。